# Distichopora borealis
Distichopora borealis is een hydroïdpoliep uit de familie Stylasteridae. De poliep komt uit het geslacht Distichopora. Distichopora borealis werd in 1938 voor het eerst wetenschappelijk beschreven door Fisher. 